# Lindreservatet, Borgholms kommun
Lindreservatet är ett naturreservat i Borgholms kommun i Kalmar län.
Området är naturskyddat sedan 2000 och är 76 hektar stort. Reservatet består av ett tidigare odlingslandskap med trädbevuxna slåtterängar och hagmark. 